# Brannay
Brannay è un comune francese di 710 abitanti situato nel dipartimento della Yonne, nella regione della Borgogna-Franca Contea.

## Società

### Evoluzione demografica
Abitanti censiti